# Мордовско-Паркинское сельское поселение
Мордовско-Паркинское се́льское поселе́ние — муниципальное образование в Краснослободском районе Мордовии Российской Федерации.
Административный центр — село Мордовские Парки.

## История
Статус и границы сельского поселения установлены Законом Республики Мордовия от 28 декабря 2004 года № 125-З «Об установлении границ муниципальных образований Краснослободского муниципального района, Краснослободского муниципального района и наделении их статусом сельского поселения, городского поселения и муниципального района».

## Население
| 2002 | 2010 | 2012 | 2013 | 2014 | 2015 | 2016 |
| ---- | ---- | ---- | ---- | ---- | ---- | ---- |
| 610  | ↘581 | ↘566 | ↘552 | ↘532 | ↘510 | ↘499 |
| 2017 | 2018 | 2019 | 2020 | 2021 |      |      |
| ↘484 | ↘475 | ↘458 | ↘452 | ↘416 |      |      |

## Состав сельского поселения
| № | Населённый пункт  | Тип населённого пункта       | Население |
| - | ----------------- | ---------------------------- | --------- |
| 1 | Зиновские Выселки | деревня                      | ↘52       |
| 2 | Краснополье       | село                         | ↘229      |
| 3 | Мордовские Парки  | село, административный центр | ↘300      |